# Пасек, Жюстин
Жюсти́н Пасе́к (исп. Justine Pasek, полное имя Йостин Лиссет Па́сек Пати́ньо, исп. Yostin Lissette Pasek Patiño; род. 29 августа 1979 года, Харьков, Украинская ССР, СССР) — панамская фотомодель. Получила титул «Мисс Вселенная» в 2002 году.
Является победительницей региональных и международных конкурсов красоты. Имеет титулы «Мисс Панама — 2001», «Вице-Мисс Вселенная — 2002», «Мисс Вселенная — 2002», «Золотой медалист и победитель конкурса Мисс Олимпия — 2004». Посол доброй воли ФАО.

## Биография
Родилась в Харькове в семье студентов, учившихся в Советском Союзе. Отец — Станислав Пасек, уроженец Польши, изучал информатику, получил диплом инженера. Мать — Элизабет Патиньо, уроженка Панамы; изучала химию. Они вступили в брак, и 29 августа 1979 года у них родилась девочка.
Свидетельство о браке Элизабет Патиньо и Станислава Пасека, а также свидетельство о рождении их дочери выданы в Харькове. Жюстин Пасек прожила на Украине всего лишь один год после рождения, затем вместе с отцом довольно большую часть своего детства девушка провела в польской деревне Вожучин недалеко от Замостья. Там девочку крестили по католическому обряду и назвали Юстиной.
В 1982 году, после того как Элизабет Патиньо закончила своё образование, вся семья переехала жить в Панаму.
В 1996 году Жюстин Пасек начала заниматься модельным бизнесом приняв участие в конкурсе агентства «Чика Модельо» (Chica Modelo). Там она получила свою первую награду как Лучшая редакционная модель (Best Editorial Model). Это и стало началом её модельной карьеры, она работала в различных телевизионных постановках и показах моды.
30 августа 2001 года Жюстин Пасек приняла участие в конкурсе «Мисс Панама — 2001» и победила в нём. Это открыло ей путь для участия в конкурсе "Мисс Вселенная".
В мае 2002 года приняла участие в конкурсе «Мисс Вселенная». Сначала заняла там титул «Вице-мисс Вселенная». Затем, силою обстоятельств, стала новой «Мисс Вселенной», вместо лишенной титула Оксаны Фёдоровой из России. Официальная церемония коронации происходила в Нью-Йорке при участии Дональда Трампа, 24 сентября 2002 года, на пресс-конференции, после чего последовала неделя общения с прессой. С тех пор Жюстин Пасек побывала в Японии, Бали, Таиланде, Египте, Арубе, Эквадоре, Перу, Кубе, Канаде, Соединённых Штатах Америки и других странах в качестве посла доброй воли.
В 2003 году Жюстин Пасек была назначена послом доброй воли ФАО. В этом качестве принимала участие в различных общественных и благотворительных мероприятиях. Также снималась в рекламных роликах и фильмах.

## Семья
Есть два младших брата Эдвард Пасек (Edward Pasek) и Альваро Анджей Пасек (Alvaro Andrzej Pasek), родились в конце 1980-х годов в Панаме.
8 августа 2009 года вышла замуж за ТВ-продюсера Дана Джоэлсона (Daniel Joelson). 8 апреля 2012 года в Лос-Анджелесе (штат Калифорния, США) родила дочь Аллию Стеллу Джоэлсон (англ. Alliah Stella Joelson). В 2018 году родила второго ребёнка — сына.